# Ferrari F2004
O F2004/F2004M é o modelo da Ferrari da temporada de 2004 e da primeira e segunda prova de 2005 da F-1. Condutores: Michael Schumacher e Rubens Barrichello. Com o chassi F2004, a equipe conquistou os campeonatos: Mundial de Pilotos com Schumacher e o de Construtores em 2004. O F2004M foi utilizado pelos dois pilotos em 2005 nos GPs: Austrália e Malásia.
Fortemente baseado no F2003-GA da temporada anterior, o F2004 continuou a sequência de sucesso que a equipe desfrutava desde 1999, vencendo o 6º Campeonato de Construtores consecutivo e o 5º Campeonato de Pilotos consecutivo para Michael Schumacher, seu 7º e último título mundial de pilotos em 2004. É um dos carros mais dominantes da história da Fórmula 1. O carro também encerrou o domínio de cinco anos da Ferrari e Michael Schumacher no esporte, deixando a porta aberta para a Renault e Fernando Alonso.

DESIGN
O carro foi baseado nos mesmos princípios de design pioneiros no F2002, mas levado um passo adiante. Os escapamentos periscópios eram menores e montados mais perto da linha central do carro, a asa traseira foi ampliada e a suspensão traseira foi redesenhada para reduzir o desgaste dos pneus, um grande problema no F2003-GA. O motor foi projetado para durar um fim de semana inteiro de acordo com os regulamentos técnicos da FIA para a temporada. Como resultado, a caixa de câmbio também teve que ser redesenhada para ser mais resiliente. A aerodinâmica traseira foi melhorada e o carro apresentou uma distância entre eixos mais curta. O controle de largada e as caixas de câmbio totalmente automáticas também foram banidos em 2004, o que significa que o motorista teve que começar a usar as alavancas de câmbio, encontrar o ponto correto e soltar a embreagem manualmente, novamente. Esses auxílios eletrônicos ao motorista foram usados pela equipe nas três temporadas anteriores, desde o Grande Prêmio da Espanha de 2001.

## Resumo da temporada

### 2004
Assim como nos anos anteriores, a Ferrari inicia o campeonato como a equipe a ser batida. A temporada de 2003 havia sido equilibrada, com Schumacher ganhando o título no último GP diferentemente dos anos anteriores. Porém o F2004, se mostra bastante superior aos demais carros da temporada, e vence 15 dos 18 GPs do ano.
A superioridade começou a ser mostrada após Schumacher vencer as cinco primeiras corridas e na sexta, perdeu a corrida após colidir em Montoya na volta onde o Safety Car estava na pista, em Mônaco. Após esse GP, foram sete corridas de vitórias só de Schumacher, e lembrava-se muito da campanha de 2002, onde Schumacher venceu o campeonato com extrema facilidade e com o seu companheiro Barrichello no segundo lugar. Na Hungria, a equipe conquista matemáticamente o título de construtores, com cinco corridas de antecedência. Na Bélgica, depois desses sete GPs vencidos, Schumacher precisava apenas chegar à frente de Barrichello, para definir o campeonato. Schumacher chega em segundo e Barrichello em terceiro, assim, definindo o título.
Com o campeonato de pilotos e construtores definidos, bastava a Ferrari confirmar o vice-campeonato de Barrichello, que veio no GP da China, faltando ainda dois GPs para o fim do certame. No GP do Japão, Schumacher vence a sua 13ª corrida no ano e no Brasil as forças vão para que Barrichello vença, e quebre o jejum de onze anos sem um brasileiro vencer o GP do Brasil. Ele conquista a pole, porém quem vence é Montoya e em segundo fica Räikkönen. Barrichello termina em terceiro lugar, assim encerrando a grande temporada da Ferrari, que terminou com 262 pontos, 143 de diferença para a vice-campeã, a BAR.

### 2005
Depois da ótima temporada de 2004, a Ferrari decide usar o F2004, versão M, para disputar as duas primeiras corridas, enquanto preparavam o Ferrari F2005. Com as mudanças no regulamento, o carro não foi um dos mais velozes, tendo conseguido um segundo lugar no GP da Austrália, com Barrichello, e apenas um sétimo lugar no GP da Malásia, com Schumacher. Depois desses GPs, a equipe utilizou o F2005 para o restante da temporada.

## Resultados[1][2]
| Ano  | Chassis | Motor           | Pneus | N° | Pilotos             | 1   | 2   | 3   | 4   | 5   | 6   | 7   | 8   | 9   | 10  | 11  | 12  | 13  | 14  | 15  | 16  | 17  | 18  | 19  | Pontos     | Posição |  |
| ---- | ------- | --------------- | ----- | -- | ------------------- | --- | --- | --- | --- | --- | --- | --- | --- | --- | --- | --- | --- | --- | --- | --- | --- | --- | --- | --- | ---------- | ------- |  |
|      |         |                 |       |    |                     |     |     |     |     |     |     |     |     |     |     |     |     |     |     |     |     |     |     |     |            |         |  |
|      |         |                 |       |    |                     | AUS | MAL | BHR | SMR | ESP | MON | EUR | CAN | USA | FRA | GBR | GER | HUN | BEL | ITA | CHN | JPN | BRA |     |            |         |  |
| 2004 | F2004   | Ferrari 053 V10 | B     | 1  | Michael Schumacher* | 1   | 1   | 1   | 1   | 1   | Ret | 1   | 1   | 1   | 1   | 1   | 1   | 1   | 2*  | 2   | 12  | 1   | 7   |     | 262*       | 1°      |  |
| 2004 | F2004   | Ferrari 053 V10 | B     | 2  | Rubens Barrichello  | 2   | 4   | 2   | 6   | 2   | 3   | 2   | 2   | 2   | 3   | 3   | 12  | 2   | 3   | 1   | 1   | Ret | 3   |     | 262*       | 1°      |  |
|      |         |                 |       |    |                     |     |     |     |     |     |     |     |     |     |     |     |     |     |     |     |     |     |     |     |            |         |  |
|      |         |                 |       |    |                     | AUS | MAL | BHR | SMR | ESP | MON | EUR | CAN | USA | FRA | GBR | GER | HUN | TUR | ITA | BEL | BRA | JPN | CHN |            |         |  |
| 2005 | F2004M  | Ferrari 053 V10 | B     | 1  | Michael Schumacher  | Ret | 7   |     |     |     |     |     |     |     |     |     |     |     |     |     |     |     |     |     | 10*1 (100) | 3°      |  |
| 2005 | F2004M  | Ferrari 053 V10 | B     | 2  | Rubens Barrichello  | 2   | Ret |     |     |     |     |     |     |     |     |     |     |     |     |     |     |     |     |     | 10*1 (100) | 3°      |  |

* Campeão da temporada.
↑1  O restante do campeonato utilizou o chassi F2005 marcando 90 pontos.